# Rhamphidium laetum
Rhamphidium laetum är en bladmossart som beskrevs av Brotherus 1902. Rhamphidium laetum ingår i släktet Rhamphidium och familjen Ditrichaceae. Inga underarter finns listade i Catalogue of Life.